# Église du Cœur-Immaculé-de-Marie d'Amiens
L'église du Cœur-Immaculé-de-Marie est située à Amiens, dans le département de la Somme. Elle est localisée dans le quartier Saint-Acheul, plus précisément dans le secteur de Boutillerie.

## Historique
Pour mettre un lieu de culte à la disposition des habitants de cette extension du quartier Saint-Acheul, une chapelle en bois fut édifiée en 1930. Sur les plans des architectes amiénois Mallet et Carpentier, une église devait être construite. De 1932 à 1934, seule une crypte fut bâtie. Ce n'est qu'en 1955-1956, sous l'impulsion de l'abbé Jacques-Louis Guérin, curé de la paroisse (et frère de Pierre-Louis Guérin, à l'époque directeur du Lido), à l'aide d'une souscription publique, que la construction de l'édifice put être achevée en élévation. Seule la construction du clocher ne fut pas menée à son terme.

## Caractéristiques
L'église est construite en brique apparente. Le parti pris de modernité des architectes apparaît dans le plan allongé à faux transept et dans la structure en béton matérialisé par les deux contreforts de la façade. Les lignes épurées, les larges verrières, la structure porteuse « en cruck », les « voûtes Fabre » dessinées par l'architecte Louis Faille contribuent à la modernité de l'édifice.
Gérard Ansart a conçu, pour cette église, onze verrières réalisées par l'atelier Pasquier.